# كبريتيد النحاس الثنائي
كبريتيد النحاس الثنائي هو مركب كيميائي صيغته CuS، ويوجد على هيئة صلب أسود. كما يوجد هذا المركب طبيعياً على هيئة معدن الكوفيليت.

## التحضير
يحضر هذا المركب مخبرياً من تمرير غاز كبريتيد الهيدروجين على محلول حاوٍ على أيونات النحاس الثنائي:
{\displaystyle \mathrm {Cu_{(aq)}^{2+}+S^{2-}\longrightarrow CuS_{(s)}\downarrow } }

## الخواص
يوجد المركب في الشروط القياسية على هيئة صلب بلوري أسود اللون، وهو غير قابل للانحلال في الماء. للمركب بنية معقدة؛ وهو لديه موصلية متوسطة للكهرباء.

## الاستخدامات
لهذا المركب تطبيقات في مجال التحفيز؛ وكذلك في مجال الألواح الضوئية.